# آلویس فایربرد

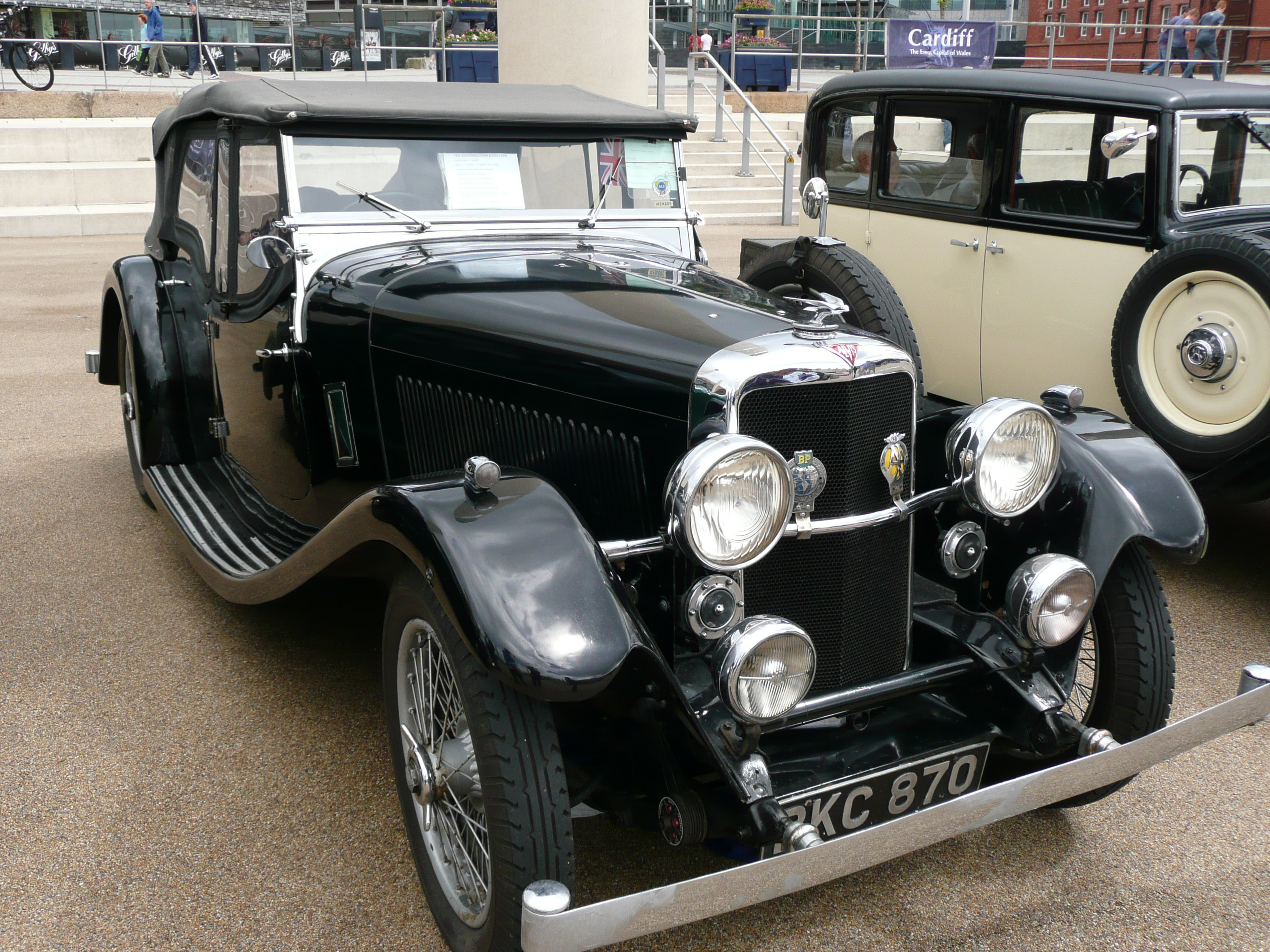

آلویس فایربرد (Alvis Firebird) خودرویی است که در سال‌های ۱۹۳۵ تا ۱۹۳۶>۴۴۹ madeتولید شده‌است. طول آن در حالت طبیعی ۱۷۳ اینچ (۴٬۳۹۴ میلیمتر) و عرض آن در حالت طبیعی ۶۴ اینچ (۱٬۶۲۶ میلیمتر) است.
موتور آن ۱۸۴۲ سی‌سی است.